# Švyturys
Švyturys («Швитурис» — рус. Маяк) — пивоваренный завод в Литве, расположен в городе-порте Клайпеда. Основан в 1784 году семейством портовых купцов Райнеке (Reinecke). В настоящее время завод принадлежит Carlsberg Group.

## История
Пивоваренный завод был основан в Клайпеде (в то время — Мемель) купцом Иоганном Райнеке в 1784 году, и с того времени его герб украшает родовой символ — морской орел. Пивоварня, действовавшая во Фридрихском предместье, в 1871 году объединилась с пивоварней помещика Теодора Пройсса (Theodor Preuss) в Мемельскую акционерную пивоварню, которая варила традиционный бок, баварское пиво и портер, за который ещё в 1883 году была удостоена золотой медали на торгово-ремесленной ярмарке Клайпедского края.
В период первой независимости Литвы между мировыми войнами Клайпедская акционерная пивоварня владела собственной дрожжевой фабрикой, складом вина и ликеров, славилась лёгким сортом пива Audit и сортом Caramel, который в 1927 году был удостоен медали на Выставке литовского хозяйства в Клайпеде.
Во время Второй мировой войны пивоварня в Клайпеде действовала под именем Ostquell. В 1944 году она была почти полностью разрушена, а в послевоенное время восстановлена и получила название Švyturys («Маяк»). На пивоваренном заводе Švyturys производство пива было начато в 1946 году. В 1960-е годы был разработан традиционный рецепт пива Baltijos, в стиле Märzen, который изготовляется по настоящее время. В 1973 году завод Švyturys первым в Литве начал производство пастеризованного пива.
После восстановления независимости Литвы завод Švyturys был реорганизован в акционерное общество. В 1995 году пивовар Джульетта Армонене (за 20 лет создавшая для фабрики пять сортов пива) разработала в Клайпеде пиво Švyturys Extra (класс Dortmunder/EuropeanExport), уже в 1998 году получившее по итогам соревнованиям организованного литовскими производителями, титул «продукта года» в Литве.
В 1999 году датская компания Carlsberg приобрела акции Švyturys.
В 2000 году серебряная медаль Всемирного Кубка пива (США) — крупнейшего международного конкурса пивных марок — досталась пиву Švyturys Ekstra (категория Dortmunder/European Export).
В 2001 году пивоваренные заводы Švyturys и Utenos alus объединились в АО Švyturys-Utenos alus, в результате покупки концерном Carlsberg норвежской компании Orkla, владевшей правами на Utenos alus, а в феврале 2003 года АО Švyturys-Utenos alus было реорганизовано в ЗАО Švyturys-Utenos alus. В 2001 году на Всемирном чемпионате пива, проводимом Чикагским институтом дегустации напитков (США), пиво Švyturys Ekstra было удостоено золотой медали (категория Dortmunder). В 2002 году пиво Švyturys Baltijos завоевало бронзовую медаль Всемирного Кубка пива (категория Oktoberfest/Märzen).
В 2003 году в Клайпеде было сварено первое пиво из «Традиционной коллекции» — пшеничное пиво Baltas. В 2004 году пиво Švyturys Ekstra было удостоено золотой медали на Стокгольмском фестивале пива (категория Lager); в том же году начат регулярный экспорт пива Švyturys Ekstra в Соединённые Штаты Америки. В 2004 г. к юбилею пивоваренного завода был сварен разработанный по технологии Krausening премиум лагер Jubiliejinis 1784. По результатам исследований AC Nielsen, в 2004 году пиво, выпускаемое фабрикой Švyturys, считалось не только лучшим производимым в Литве пивом (96 % респондентов), но и литовским продуктом, достойным национальной гордости (83 % респондентов).
В 2005 году пиво Švyturys Ekstra Draught стало единственным в категории пива обладателем золотой медали на организованном Конфедерацией промышленников Литвы конкурсе «Литовский продукт года 2005». С 2005 года Švyturys приглашает посетить экспозицию, оборудованную на пивоваренном заводе. В 2007 году на пивоваренном заводе Švyturys был впервые сварен бок-бир Adler Bock. В 2008 году на международной «Сибирской ярмарке» пиво Švyturys Baltijos было удостоено «Большой золотой медали», пиво Švyturys Baltas — «Малой золотой медали». В 2009 году на международном конкурсе The Australian International Beer Awards (AIBA) три сорта пива — Švyturys Ekstra Draught, Švyturys Baltas и Švyturys Baltijos — были удостоены серебряных и бронзовых медалей, а на Всемирном чемпионате пива в Чикаго пшеничное пиво Švyturys Baltas было удостоено серебряной награды. По случаю 225-летнего юбилея Клайпедского пивоваренного завода пивовары Švyturys представили «Традиционную коллекцию Švyturys» — классические сорта пива, разлитого в старинные рельефные бутылки. В 2009 г. на пивоваренном заводе Švyturys впервые было разлито пиво Švyturys Nefiltruotas. В 2010 г. расположенный в Брюсселе Международный институт вкуса и качества iTQi, объединяющий лучших шефов и сомелье континента, удостоил тёмное пиво Baltijos и крепкое пиво Adler Bock из «Традиционной коллекции Švyturys» высшей награды Superior Taste Award (три звезды).
В 2011 году на конкурсе Superior Taste Award тёмное пиво Švyturys Baltijos и крепкое пиво Švyturys Adler Bock завоевали самую высокую награду (три звезды). В 2012 году обновлённому пиву Švyturys Ekstra присуждена золотая медаль Всемирного Кубка пива. В 2012 году на конкурсе Superior Taste Award тёмное пиво Švyturys Baltijos и пиво Švyturio Ekstra были удостоены высшей оценки — трёх звезд.
На заводе Švyturys до сих пор используется старая немецкая технология производства, при которой пиво созревает не только в вертикальных, но и в горизонтальных резервуарах ферментации. По словам Джульетты Армонене, ведущего технолога завода, больше горизонтальных резервуаров ферментации в Литве почти не осталось.
Пиво Švyturys экспортируется более чем в 20 стран мира — США, Канаду, Великобританию, Россию, Ирландию, Испанию, Италию, Польшу, Норвегию, Швецию, Финляндию, Данию, Австралию, Францию, Исландию, Нидерланды, Грузию, Израиль, Латвию, Эстонию, Беларусь, Украину, Кипр и др.
За 2013 год на заводе Švyturys планировалось сварить 34 млн литров пива, больше всего — лагера Ekstra.

В 2014 году заводу удалось увеличить продажи напитков (пива, сидра, коктейлей) на 8,5 %, а оборот компании «Švyturys-Utenos alus» за первые три квартала увеличился на 4,1 % и достиг 427 млн литов (около 123 млн евро). Результаты в основном возросли за счёт увеличения экспорта.

## Товарные знаки
Švyturys Ekstra, Švyturys Baltas, Švyturys Švyturio, Švyturys Baltijos, Švyturys Ekstra Draught, Švyturys Nefiltruotas Raw, Švyturys Gintarinis, Memelbrau

## Производимые сорта
- Švyturys Baltas, также продаётся под названиями Švyturys White, Белое, Hefeweizen (пшеничное нефильтрованное, верхнего брожения)
- Švyturys Baltijos (Октоберфест/мартовское пиво);
- Švyturys Ekstra (Dortmunder/EuropeanExport)[21];
- Švyturys Ekstra Draught (Dortmunder/EuropeanExport);
- Švyturys Nefiltruotas Raw (Zwickel/Keller);
- Švyturys Gintarinis (пильзнер);
- Švyturys Švyturio (светлый лагер);
- Švyturys Stipriausias (бок-бир);
- Švyturys Memelbrau (пиво, производимое по специальной технологии; пшеничное);
- Švyturys Reinecke
- Švyturys Nealkoholinis (безалкогольное пиво)
- 20 Barrels (выдержанное три месяца в дубовых бочках из-под виски)[22].

## Социальная ответственность
Пивоваренный завод Švyturys является спонсором многих спортивных и культурных мероприятий в Литве, особенно уделяя внимание Клайпедскому краю.
В 2012 году компанией Švyturys-Utenos alus был подписан договор об учреждении Фонда клайпедского происхождения Švyturys. Этот фонд охватывает три социальные программы: спорт, культуру и общины. Švyturys является постоянным многолетним спонсором крупнейшего в Литве городского праздника — Праздника моря. Компания поддерживает клайпедский коллектив спортивных танцев Žuvėdra, ежегодную регату Куршского залива, клайпедский джазовый фестиваль, выделяет средства в Фонд поддержки парусника «Меридиан». Также продолжается оказание поддержки Художественному доку Švyturys и Арене Švyturys. Švyturys инициировал повторную посадку выгоревшего леса в Смилтене, выделил средства на восстановление приморских дюн, а также выступал в качестве мецената регаты старых парусных судов The Tall Ships Baltic 2009.
Švyturys — первый пивовар в Литве, сделавший вклад в национальную презентацию гармонии пива и еды. На тему сочетания еды и пива организуются специальные мероприятия, для представителей общественности и сотрудников общественного питания постоянно проводятся обучения и реализуются издательские проекты на тему культуры потребления пива.
С 2004 года ЗАО Švyturys-Utenos alus является постоянным спонсором Олимпийского комитета Литвы.
Больше всего Švyturys-Utenos alus поддерживает баскетбол.
В 1999 г. Švyturys стал основным спонсором сборной Литвы по баскетболу.
Среди поддерживаемых команд — баскетбольные клубы: вильнюсский «Летувос Ритас», клайпедский «Нептунас», «Ювентус» из Утены, любительские баскетбольные лиги Вильнюса, Каунаса и Клайпеды. ЗАО Švyturys-Utenos alus также был официальным спонсором Чемпионата Европы по баскетболу в 2011 году.
Ежегодно проходят инициируемые предприятием награждения лучших солистов оперы и балета — Operos švyturys.
На заводе действует сильный профсоюз.

## Музей пивоварни
Совместно с Клайпедским информационным центром туризма и культуры пивоваренный завод Švyturys постоянно приглашает посетить экспозицию, оборудованную на пивоваренном заводе, по адресу: ул. Кулю Варту, 7, Клайпеда.